# Affaire du vapeur Wimbledon
 (mai 2014).
Si vous disposez d'ouvrages ou d'articles de référence ou si vous connaissez des sites web de qualité traitant du thème abordé ici, merci de compléter l'article en donnant les références utiles à sa vérifiabilité et en les liant à la section « Notes et références ».
L'affaire du vapeur Wimbledon est un arrêt de la Cour permanente de justice internationale de 1923 réglant un différend entre l'Angleterre, la France, l'Italie, le Japon et la Pologne d'une part et le Reich allemand d'autre part.

## Faits
Le 23 mars 1921, un bateau à vapeur, le Wimbledon affrété par la compagnie française Les Affréteurs réunis, transportait munitions et pièces d'artillerie de Salonique à la base navale polonaise de Danzig. Il arriva au canal de Kiel, mais s'est vu refuser le passage pour raison de neutralité allemande dans la guerre soviéto-polonaise. Le navire dut prendre une route plus longue.

## Problème de droit
Le problème de droit soulevé par cette affaire consiste à définir si s'appliquent, en la circonstance, les ordonnances de neutralité dans la guerre entre la Pologne et les Soviets du 15 et 25 janvier 1920 ou bien l'article 380 de la section 6 Partie XII du traité de Versailles signé en 1919, article relatif à la navigation sur le canal de Kiel des navires en paix avec ce pays.

## Solution retenue
L'Allemagne se devait de respecter le traité de Versailles mais dans la mesure où elle n'avait pas pris part au transport des armes, elle n'avait pas rompu l'ordonnance de neutralité signée par elle.
La souveraineté de l'État est limitée par les traités qu'il signe.